# Danak u krvi
Danak u krvi (turski: devşirme) naziv je za odvođenje djece iz kršćanskih obitelji koje su vršili janjičari kao vid redovnog oporezivanja u Osmanlijskom Carstvu.

## Povijest
Prvi ga je uveo sultan Murat II. 1420. godine zbog nedostatka vojno sposobnih muškaraca u brzorastućem carstvu. Ubiranje ovog danka smišljeno je tako da se ne stvori nasljedna aristokracija koja bi mogla ugroziti položaj sultana i njegove obitelji, pa su mogla biti "prikupljana" samo nemuslimanska djeca.  Danak se ubirao u balkanskim zemljama koje su bile pod turskom vlašću, i to na način da su dječaci u dobi od osam do deset godina, a ponekad i do dvadeset godina starosti, odvođeni iz kršćanskih obitelji svake četiri godine. Djeca koja su bila skupljana na taj način, mogla su se poslije vojne službe oženiti muslimankama, pa bi njihovi potomci izbjegli istu sudbinu. 
Danak je skupljao viši janjičarski časnik sa svojom vojskom, a prikupljena djeca bila su dijeljena u dvije grupe.  Ona koja su bila u odličnoj tjelesnoj spremi, slana su na sultanov dvor, dok su ostala djeca slana turskim obiteljima u Anadoliji i Rumeliji na obuku turskog načina života. To je trajalo tri do sedam godina. Danak je bio u suprotnosti sa šerijatom, a i u početku su mnogi turski učenjaci bili protiv uspostavljanja danka u krvi.
Dječaci koji su bili prikupljani zvali su se kul, gilman i olgan, a nakon prvog dijela obuke dobivali su ime adžani ogamlar što bi u prijevodu značilo strani dječaci. Obučavani su na razne načine: teške tjelovježbe, teorijska predavanje, učenje turskog, perzijskog i arapskog jezika, kaligrafija, te učenje književnosti, teologije i zakonodavstva. Nakon što bi napunili dvadeset godina, bili su raspoređeni u janjičarske vojne jedinice, što je definirano kao "oslobođenje", jer više nikome nisu mogli biti prodani ni poklonjeni.
Većina muškaraca nije ostajala na dvoru. Neki od njih su dobili zemlju i postali spahije, i činili su dio konjice. Ono koji su ostajali na dvoru imali su izgledniju priliku napredovati u karijeri. Naprimjer, mogli su biti postavljeni za sandžakbegove (upravitelje malih jedinica nazvanih sandžaci), beglerbegove (upravitelje provincija), rijetko za vezire i velike vezire. 
Ovaj sustav ubiranja danka počeo je polako nestajati početkom 17. stoljeća, a konačno je prestao krajem istog stoljeća. Od 15. do 17. stoljeća odvedeno je 200.000 do 300.000 dječaka u ime danka u krvi.